# Presencia de mercurio en peces

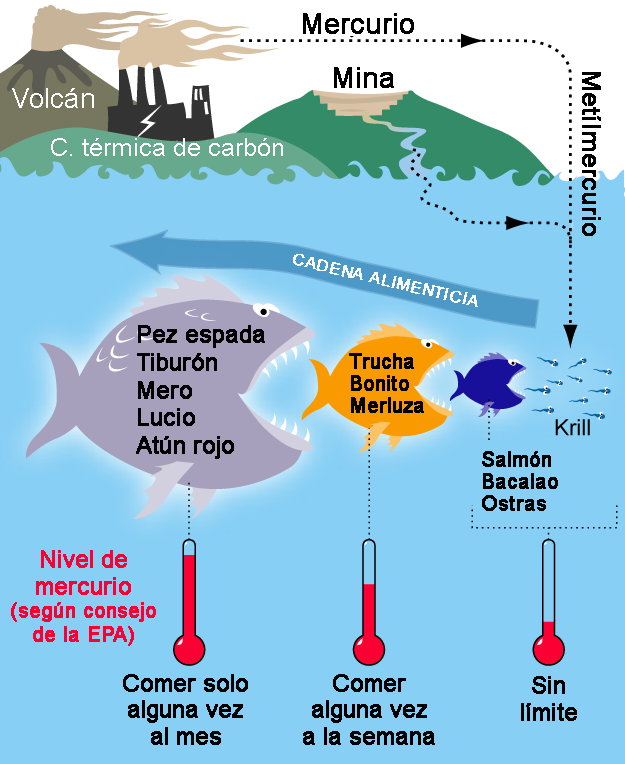
Presencia de mercurio en la cadena de alimentación.

Los peces y bivalvos concentran mercurio en sus organismos, a menudo como metilmercurio, un compuesto orgánico del mercurio que es sumamente tóxico. Las investigaciones realizadas han permitido determinar que los productos marinos pueden contener concentraciones diversas de metales pesados, particularmente mercurio y contaminantes solubles en grasas provenientes de la contaminación del agua. Las especies de peces que son longevas y que ocupan un sitial elevado en la cadena alimentaria contienen concentraciones de mercurio más elevadas que otras especies. La presencia de mercurio en los peces puede tener repercusiones sobre la salud de los seres humanos ya que al ser consumidos los peces pueden producir envenenamiento por mercurio, especialmente de aquellas mujeres que están embarazadas o que pueden quedar embarazadas, madres que están dando el pecho, y bebés.
Importancia del pescado a nivel nutricional
El pescado ha constituido una fuente importante de alimento y medio de subsistencia para millones de personas en todo el mundo. Además, es un alimento muy completo y nutricionalmente adecuado, por su importante cantidad de proteínas, grasas, vitaminas y minerales. Las proteínas contenidas en el pescado son de alto valor biológico, fácilmente digeribles y ricas en aminoácidos esenciales, tales como la lisina (muy necesaria para el crecimiento infantil) y el triptófano (imprescindible para la síntesis sanguínea). Este alimento posee cantidades ínfimas de hidratos de carbono. Posee una razonable cantidad de vitaminas del grupo B (vitamina B1, B2, B12 y Niacina), así como vitaminas A y D. En cuanto a los minerales, se destaca su contenido en yodo, fósforo, potasio y zinc.
Son de especial importancia, las grasas contenidas en el pescado, particularmente los ácidos grasos omega 3 (AG-Ω-3), en los que predominan el ácido eicosapentaenoico (EPA, por sus siglas en inglés) y el ácido docosahexaenoico (DHA, por sus siglas en inglés), pues son altamente valorados por los demostrados beneficios en la salud y la nutrición. En varios peces, el contenido de AG Ω-3, puede oscilar incluso del 18% al 28% del total de grasas. Además, es importante destacar que los seres humanos no sintetizan los AG Ω-3, por lo que éstos se obtienen únicamente a través de la dieta y el pescado es una excelente fuente de ellos.

## Especies de especial interés
Algunas especies de peces han concentrado especial atención en cuanto a la contaminación por mercurio:
- Caballa[7] (frecuentemente recomendada en personas con cardiopatías)
- Trucha de lago
- Marlin
- Lucio
- Tiburón[7]
- Pez espada[7] (frecuentemente comercializado como "mero" o "emperador")
- Blanquillo[7]
- Atún (como la especie Sierra o Thyrsites atun)

### Especies más contaminadas
El peligro de ingerir alimento depende de la especie, su tamaño y su edad. El tamaño es quizá el mejor predictor de la cantidad de mercurio que el pez ha acumulado en comparación con otras especies y edades.
| Niveles de mercurio en invertebrados y peces de interés comercial | Niveles de mercurio en invertebrados y peces de interés comercial | Niveles de mercurio en invertebrados y peces de interés comercial | Niveles de mercurio en invertebrados y peces de interés comercial | Niveles de mercurio en invertebrados y peces de interés comercial | Niveles de mercurio en invertebrados y peces de interés comercial                                                                      | Niveles de mercurio en invertebrados y peces de interés comercial | Niveles de mercurio en invertebrados y peces de interés comercial |
| | Especies                                                          | Media (ppm)                                                       | Desv. Est. (ppm)                                                  | Mediana (ppm)                                                     | Comentario | Nivel trófico                                                     | Edad máx. (años)                                                  |
| --- | ----------------------------------------------------------------- | ----------------------------------------------------------------- | ----------------------------------------------------------------- | ----------------------------------------------------------------- | --- | ----------------------------------------------------------------- | ----------------------------------------------------------------- |
| | Blanquillo (Golfo de México) Malacanthidae                        | 1.450                                                             | n/a                                                               | n/a                                                               | El blanquillo del Atlántico meridional presenta una concentración de mercurio menor y su consumo con moderación se consideraba seguro. | 3.6                                                               | 35                                                                |
| | Blanquillo (Atlántico) Malacanthidae                              | 1.144                                                             | 0.122                                                             | 0.099                                                             | | 3.6                                                               | 35                                                                |
| | Pez espada                                                        | 0.995                                                             | 0.539                                                             | 0.870                                                             | | 4.5                                                               | 15                                                                |
| | Tiburón (Selachimorpha)                                           | 0.979                                                             | 0.626                                                             | 0.811                                                             | |                                                                   |                                                                   |
| | Róbalo constantino (Scomberomorus cavalla)                        | 0.730                                                             | n/a                                                               | n/a                                                               | | 4.5                                                               | 14                                                                |
| | Atún de ojo grande (Thunnus obesus)                               | 0.689                                                             | 0.341                                                             | 0.560                                                             | Fresco/congelado | 4.5                                                               | 11                                                                |
| | Reloj del Atlántico (Hoplostethus atlanticus)                     | 0.571                                                             | 0.183                                                             | 0.562                                                             | | 4.3                                                               | 149                                                               |
| | Marlin (Istiophoridae) *                                          | 0.485                                                             | 0.237                                                             | 0.390                                                             | | 4.5                                                               |                                                                   |
| | Carita atlántico (Scomberomorus maculatus)                        | 0.454                                                             | n/a                                                               | n/a                                                               | Golfo de México | 4.5                                                               | 5                                                                 |
| | Carita atlántico (Scomberomorus maculatus)                        | 0.182                                                             | n/a                                                               | n/a                                                               | Atlántico sur | 4.5                                                               |                                                                   |
| | Mero (Epinephelinae)                                              | 0.448                                                             | 0.278                                                             | 0.399                                                             | Todas las especies | 4.2                                                               |                                                                   |
| | Atún (Thunnus)                                                    | 0.391                                                             | 0.266                                                             | 0.340                                                             | Todas las especies, fresco / congelado                                                                                                 |                                                                   |                                                                   |
| | Anchoa (Pomatomidae)                                              | 0.368                                                             | 0.221                                                             | 0.305                                                             | | 4.5                                                               | 9                                                                 |
| | Falso Bacalao negro Anoplopomatidae (Anoplopoma fimbria)          | 0.361                                                             | 0.241                                                             | 0.265                                                             | | 3.8                                                               | 114                                                               |
| | Atún blanco o bonito del norte (Thunnus alalunga)                 | 0.358                                                             | 0.138                                                             | 0.360                                                             | Fresco / congelado | 4.3                                                               | 9                                                                 |
| | Atún blanco o bonito del norte (Thunnus alalunga)                 | 0.350                                                             | 0.128                                                             | 0.338                                                             | En conserva | 4.3                                                               | 9                                                                 |
| | Merluza negra o bacalao austral (Dissostichus eleginoides)        | 0.354                                                             | 0.299                                                             | 0.303                                                             | Mar de Chile | 4.0                                                               | 50+                                                               |
| | Atún claro (Thunnus albacares)                                    | 0.354                                                             | 0.231                                                             | 0.311                                                             | Fresco / congelado | 4.3                                                               | 9                                                                 |
| | Corvineta blanca (Genyonemus lineatus)                            | 0.287                                                             | 0.069                                                             | 0.280                                                             | Océano Pacífico | 3.4                                                               |                                                                   |
| | Fletán (Hippoglossus)                                             | 0.241                                                             | 0.225                                                             | 0.188                                                             | | 4.3                                                               |                                                                   |
| | Corvina (Cynoscion spp)                                           | 0.235                                                             | 0.216                                                             | 0.157                                                             | | 3.8                                                               | 17                                                                |
| | Escorpenas (Scorpaenidae)                                         | 0.233                                                             | 0.139                                                             | 0.181                                                             | |                                                                   |                                                                   |
| | Rape Lophius                                                      | 0.181                                                             | 0.075                                                             | 0.139                                                             | | 4.5                                                               | 25                                                                |
| | Pargo rojo (Lutjanus campechanus)                                 | 0.166                                                             | 0.244                                                             | 0.113                                                             | |                                                                   |                                                                   |
| | Perciformes                                                       | 0.152                                                             | 0.201                                                             | 0.084                                                             | Morone saxatilis, Micropterus, y Centropristis striata                                                                                 | 3.9                                                               |                                                                   |
| | Percas Perca                                                      | 0.150                                                             | 0.112                                                             | 0.146                                                             | Agua dulce | 4.0                                                               |                                                                   |
| | Listado (Katsuwonus pelamis)                                      | 0.144                                                             | 0.119                                                             | 0.150                                                             | Fresco / congelado | 3.8                                                               | 12                                                                |
| | (Ictiobus niger)                                                  | 0.137                                                             | 0.094                                                             | 0.120                                                             | |                                                                   |                                                                   |
| | Rájidos (Rajidae)                                                 | 0.137                                                             | n/a                                                               | n/a                                                               | |                                                                   |                                                                   |
| | Atunes Thunnus                                                    | 0.128                                                             | 0.135                                                             | 0.078                                                             | Todas las especies, conservas |                                                                   |                                                                   |
| | Scorpaeniforme (Sebastes norvegicus) *                            | 0.121                                                             | 0.125                                                             | 0.102                                                             | |                                                                   |                                                                   |
| | Bacalao Gadiformes                                                | 0.111                                                             | 0.152                                                             | 0.066                                                             | | 3.9                                                               | 22                                                                |
| | Carpas Cyprinidae                                                 | 0.110                                                             | 0.099                                                             | 0.134                                                             | |                                                                   |                                                                   |
| | Langosta americana (Homarus americanus)                           | 0.107                                                             | 0.076                                                             | 0.086                                                             | |                                                                   |                                                                   |
| | California sheephead (Semicossyphus pulcher)                      | 0.093                                                             | 0.059                                                             | 0.088                                                             | |                                                                   |                                                                   |
| | Langostas Palinuridae                                             | 0.093                                                             | 0.097                                                             | 0.062                                                             | |                                                                   |                                                                   |
| | Estornino o Tonino (Scomber japonicus)                            | 0.088                                                             | n/a                                                               | n/a                                                               | Pacífico | 3.1                                                               |                                                                   |
| | Sardinas y arenques Clupeidae                                     | 0.084                                                             | 0.128                                                             | 0.048                                                             | | 3.2                                                               | 21                                                                |
| | Pejerrey (Atherinidae)                                            | 0.081                                                             | 0.103                                                             | 0.050                                                             | | 3.1                                                               |                                                                   |
| | Eglefino (Melanogrammus aeglefinus)                               | 0.079                                                             | 0.064                                                             | 0.067                                                             | "Hake" en la versión inglesa original                                                                                                  | 4.0                                                               |                                                                   |
| | Truchas y salmones Oncorhynchus, Salmo y Salvelinus               | 0.071                                                             | 0.141                                                             | 0.025                                                             | Agua dulce |                                                                   |                                                                   |
| | Cangrejos Cangrejo                                                | 0.065                                                             | 0.096                                                             | 0.050                                                             | Callinectes sapidus, Centolla y Chionoecetes                                                                                           |                                                                   |                                                                   |
| | Pez mantequilla Stromateidae                                      | 0.058                                                             | n/a                                                               | n/a                                                               | | 3.5                                                               |                                                                   |
| | Peces planos pleuronectiformes *                                  | 0.056                                                             | 0.045                                                             | 0.050                                                             | Pseudopleuronectes, Pleuronectes platessa y Soleidae                                                                                   |                                                                   |                                                                   |
| | Eglefino (Melanogrammus aeglefinus)                               | 0.055                                                             | 0.033                                                             | 0.049                                                             | Atlántico |                                                                   |                                                                   |
| | Caballa, macarela o xarda (Scomber scombrus)                      | 0.050                                                             | n/a                                                               | n/a                                                               | |                                                                   |                                                                   |
| | Corvina (Micropogonias undulatus)                                 | 0.065                                                             | 0.050                                                             | 0.061                                                             | Atlántico |                                                                   |                                                                   |
| | Lisas Mugilidae                                                   | 0.050                                                             | 0.078                                                             | 0.014                                                             | |                                                                   |                                                                   |
| | Sábalo americano (Alosa sapidissima)                              | 0.039                                                             | 0.045                                                             | 0.045                                                             | |                                                                   |                                                                   |
| | Cangrejo americano (Procambarus clarkii)                          | 0.035                                                             | 0.033                                                             | 0.012                                                             | "Crayfish" en la versión inglesa |                                                                   |                                                                   |
| | Abadejo (Pollachius pollachius)                                   | 0.031                                                             | 0.089                                                             | 0.003                                                             | |                                                                   |                                                                   |
| | Pez gato (Siluriformes)                                           | 0.025                                                             | 0.057                                                             | 0.005                                                             | | 3.9                                                               | 24                                                                |
| | Calamar Teuthida                                                  | 0.023                                                             | 0.022                                                             | 0.016                                                             | |                                                                   |                                                                   |
| | Salmón Salmon *                                                   | 0.022                                                             | 0.034                                                             | 0.015                                                             | Fresco / congelado |                                                                   |                                                                   |
| | Anchoa Anchoa                                                     | 0.017                                                             | 0.015                                                             | 0.014                                                             | | 3.1                                                               |                                                                   |
| | Sardina Sardina                                                   | 0.013                                                             | 0.015                                                             | 0.010                                                             | | 2.7                                                               |                                                                   |
| | Tilapia Tilapia *                                                 | 0.013                                                             | 0.023                                                             | 0.004                                                             | |                                                                   |                                                                   |
| | Ostra Ostrea                                                      | 0.012                                                             | 0.035                                                             | n/d                                                               | |                                                                   |                                                                   |
| | Almeja Almeja *                                                   | 0.009                                                             | 0.011                                                             | 0.002                                                             | |                                                                   |                                                                   |
| | Salmón Salmon *                                                   | 0.008                                                             | 0.017                                                             | n/d                                                               | En conserva |                                                                   |                                                                   |
| | Vieiras Pectinidae                                                | 0.003                                                             | 0.007                                                             | n/d                                                               | |                                                                   |                                                                   |
| | Gamba Gamba (crustáceo) *                                         | 0.001                                                             | 0.013                                                             | 0.009                                                             | |                                                                   | 6.5                                                               |
| * indica que únicamente se ha analizado MetilMercurio (El resto de resultados corresponde a mercurio total) n/a – datos no disponibles n/d – por debajo del nivel de detectabilidad (0.01ppm) |                                                                   |                                                                   |                                                                   |                                                                   | |                                                                   |                                                                   |

## Síndrome del metilmercurio fetal
El síndrome fetal por mercurio se caracteriza por un conjunto de síntomas que pueden observarse en el feto o en el recién nacido cuando la madre se ha expuesto a cantidades excesivas de metilmercurio durante su embarazo. A finales de los años 50, se publicitó mucho la toxicidad del metilmercurio después de un brote de parálisis cerebral y microcefalia en los recién nacidos de la aldea pescadora de la bahía de Minimata, en Japón. Estas anomalías estaban causadas por la contaminación de metilmercurio de los peces de la bahía, y pasó a llamarse enfermedad de Minimata. El metilmercurio es lipofílico y se distribuye más fácilmente en el tejido cerebral que las sales mercúricas. El mercurio metálico no cruza la placenta fácilmente, y se ha estimado que el índice de transporte del metilmercurio en el cerebro puede exceder al del mercurio con un factor de 10. Es posible supervisar la exposición al metilmercurio midiendo su concentración capilar. Todo el pescado contiene un poco de metilmercurio, y el consumo frecuente de pescado altamente contaminado puede llevar a una concentración capilar de mercurio metílico que varía entre 10 y 50 PPM. Se establece el nivel capilar de 50 PPM como el nivel tóxico inferior, y la Organización Mundial de la Salud ha aplicado un factor de seguridad de 10 para reducir riesgos en las poblaciones más sensibles. Así, en general se ha adoptado 5 PPM como el estándar internacional de nivel tolerable superior de mercurio capilar. Puesto que la exposición materna a metilmercurio se da sobre todo a través de consumo de pescado, se recomienda que las mujeres en edad de maternidad no deben consumir más de 350g de pescado a la semana. Además, no deben estar expuestas en el trabajo a concentraciones en aire de vapor del mercurio mayores de 0,01 mg por metro cúbico, y a compuestos inorgánicos y fenilmercúricos mayores de 0,02 mg por metro cúbico, o a ninguna concentración detectable de metilmercurio.
Esta exposición se presenta porque el metilmercurio se encuentra contenido en el tejido muscular del pescado, luego se absorbe casi en su totalidad por el tracto gastrointestinal, para después unirse a otras sustancias orgánicas, por medio de los grupos sulfhidrilo. Al estar en la sangre, se concentra en grandes cantidades en los eritrocitos, y su acumulación se da en mayor proporción en el hígado y cerebro, pero mantienen una concentración elevada en sangre.Además, por su liposolubilidad, el MeHg atraviesa con facilidad las membranas biológicas, por lo que pasa fácilmente, en el caso de la embarazada, la barrera hematoencefálica y la placenta.

## Biomagnificación
El mercurio y el metilmercurio están presentes en pequeñas concentraciones, en el agua de mar. Sin embargo, el mercurio es absorbido, usualmente como metilmercurio, por algas en el comienzo de la cadena trófica. Estas algas son consumidas por peces y otros organismos pertenecientes a un eslabón superior en la cadena. Los peces absorben completamente el metilmercurio, pero lo eliminan en cantidades muy pequeñas. El metilmercurio no es soluble y por lo tanto no es apto para ser excretado, lo que provoca que se acumule, principalmente en las vísceras aunque también en el tejido muscular del animal. Este fenómeno da lugar a una bioacumulación de mercurio en el tejido adiposo en los organismos de niveles tróficos superiores: zooplancton, pequeños nectones, peces grandes etc. Cualquier organismo que consuma estos peces en la cadena trófica también consume la más alta concentración de mercurio que el pez haya acumulado. Esto explica por qué depredadores como peces espada y tiburones o aves rapaces como las águilas tienen concentraciones de mercurio en su organismo mayores que el valor que resultaría de considerar sólo la exposición directa. Especies en los niveles superiores de la cadena trófica pueden acumular concentraciones de mercurio diez veces mayores que las del organismo que consumen. Este proceso es llamado biomagnificación. Por ejemplo, los arenques contienen concentraciones de mercurio cercanas a 0.01 ppm mientras que un tiburón blanco contiene concentraciones de mercurio mayores a 1 ppm.
El mercurio inorgánico, tanto de origen antropogénico (resultante de la actividad industrial) como de origen natural, se transforma en mercurio orgánico por los microorganismos acuáticos, el cual es más tóxico. Este mercurio orgánico se acumula a través de la cadena alimentaria hasta predadores como el atún. En distintos derivados de atún, comercializados en España, se han detectado concentraciones de mercurio que varían entre 0,17 y 0,40 μg/100 g de producto fresco. Hay que señalar que estos contenidos en mercurio son inversamente proporcionales a la cantidad de grasa que posee el animal. Por ello, los contenidos de mercurio son más altos en el atún de aleta azul que en el de aleta amarilla. Además, y como el contenido de grasa aumenta en los meses de octubre-noviembre, el contenido de mercurio se reduce en este período.